# انسان‌جانورشناسی
انسان‌جانورشناسی (به انگلیسی: Anthrozoology) (مطالعه برهم‌کنش‌های انسان و جانوران) زیرمجموعه‌ای از علم مردم‌زیست‌شناسی است که به برهم‌کنش‌های میان انسان و دیگر جانوران می‌پردازد. مردم‌جانورشناسی علمی میان‌رشته‌ای است که با برخی رشته‌ها ازجمله مردم‌شناسی، قوم‌شناسی، داروشناسی، روان‌شناسی، داروشناسی دامی و جانورشناسی در پیوند می‌باشد. تمرکز اصلی پژوهش‌های «مردم‌جانورشناسی» بر برشمردن و مستندسازی اثرات مثبت ارتباطات انسان-جانوری بر هر یک و نیز مطالعه برهم‌کنش‌های آنان است. این علم دانشمندانی از رشته‌هایی مانند مردم‌شناسی، جامعه‌شناسی، زیست‌شناسی، تاریخ و فلسفه را بکار می‌گیرد.

## حوزه‌های مطالعه
- برهمکنش و پیشرفت در ارتباطات با جانوران در اسارت
- ارتباطهای مؤثر عاطفی یا ارتباطی بین انسان و جانوران
- درک و باورهای انسان دربارهٔ دیگر جانوران
- چگونگی تطابق و پذیرش برخی جانوران در جوامع انسانی
- چگونگی تغییر این فرهنگ‌ها و تغییر آنها در گذر زمان
- مطالعه اهلی‌سازی جانوران: چگونگی و چرایی تمایز جانوران اهلی‌شده از گونه‌های وحشی (دیرینه بشرجانورشناسی)[۵]
- ارتباطات جانوران در اسارت با نگهدارندگان آنها
- ساختار اجتماعی جانوران و آنچه به آنها معنای جانوری می‌بخشد.
- معرفت و کاوش جانورشناسانه[۶]
- روابط انسان-جانور
- همانندی‌های میان برهم‌کنش‌های انسان-جانور و برهم‌کنش‌های انسان-فناوری
- نمادگونه و الهام‌بخش بودن جانوران در ادبیات و هنر
- تاریخ اهلی‌سازی جانوران
- جایگاه جانوران در سکونت‌گاه‌های بشری
- اهمیت و جایگاه جانوران از دید مذهبی در تاریخ بشری
- کاوش اخلاق رفتار با جانوران در فرهنگ‌های مختلف
- ارزیابی کلی بهره‌وری ناعادلانه و بهره‌برداری از جانوران
- ذهنیت، شخصیت و نگاه وجودی به جانوران غیر از انسان